# Eduard Jener i Casellas
Eduard Jener i Casellas (Gràcia, Barcelona, 1882 - Barcelona, 1967) Fill de Juli Jener i Vicenta Casellas Lunas va ésser un dibuixant, decorador, ilustrador publicitari i pintor que es va formar a l'Acadèmia de Belles Arts de Sant Carles (València).
És considerat un dels creadors més purs de l'art déco.
Es va casar amb Feliciana Gonzàlez Curto (1877-1929) i van tenir 6 fills.
Pels volts de 1916 Jener va començar a treballar com a il·lustrador publicitari per l'empresa que havia creat Ramon Monegal Nogués, a partir d'un magatzem de drogueria ubicat al núm. 23 del carrer Ribera de Barcelona. Amb el nom de Sociedad Anónima Monegal agrupava també botigues i altres locals.
El 23 de novembre de 1917 l'escultor Esteve Monegal i Prat (1888-1970), fill del fundador Ramon Monegal, va dirigir l'empresa familiar, coneguda aleshores amb el nom de Myrurgia.
El 1918 Eduard Jener va treballar en el disseny del producte Polvos Morisca, color moreno de l'empresa Myrurgia.
El juny de 1919 Jener fou present en una exposició d'art valencià al Teatre Goya de Barcelona.
Cap a 1920 va treballar novament en la imatge gràfica de Polvos Morisca.
Pels volts de 1921 va treballar en el disseny del perfum Maja de Myrurgia.
El 1922 va dissenyar les imatges pels perfums Hindustan i Orgía.
El desembre de 1922 va exposar obra a la Sala el Siglo de Barcelona junt amb Domingo Soler.
El 1923 va tornar a exposar a la Sala El Siglo. Aquell any Myrurgia va crear el perfum Suspiro de Granada de Myrurgia.
Els anys 1923, 1924 i 1925 va dissenyar anuncis publicitaris del perfum Orgía
El maig i juny de 1927 Jener va exposar en una exposició col·lectiva al Cercle Artístic de Barcelona. Aquell any Myrurgia va treure al mercat el perfum Sol de Triana.
De 1928 a 1930 es va edificar la nova fàbrica de Myrurgia a Barcelona, a la cantonada del carrer Nàpols amb Mallorca.
El 1929 Myrurgia crea la imatge gràfica del perfum Goyesca.
Com a pintor, la seua obra es caracteritza pels paisatges mallorquins, temes andalusos i setcentistes, i conjunts multitudinaris amb fons de paisatges escenogràfics.
Decorador i il·lustrador publicitari, treballà assíduament per a l'empresa de perfumeria Myrurgia.
El seu fill fou Eduard Jener i González, també dissenyador.